# Ichikawamisato
Ichikawamisato (市川三郷町 Ichikawamisato-chō?) es un pueblo en la prefectura de Yamanashi, Japón, localizado en la parte central de la isla de Honshū, en la región de Chūbu. Tenía una población estimada de 14 458 habitantes el 1 de marzo de 2021 y una densidad de población de 192 personas por km².

## Geografía
Ichikawamisato está localizado en el centro-sur de la prefectura de Yamanashi, en el extremo sur de la cuenca de Kofu. El río Fuefuki y el río Kamanashi fluyen a través del pueblo, donde se fusionan para formar el río Fuji.

## Historia
El área de Ichikawamisato era parte de un gran shōen durante el período Heian controlado por Minamoto no Yoshikiyo, el antepasado del clan Takeda. En el período Edo, junto con el resto de la provincia de Kai, era territorio controlado directamente por el shogunato Tokugawa. Después de la restauración Meiji, y el establecimiento del sistema de municipios modernos, el 1 de julio de 1889 el área se organizó en villas dentro del distrito de Nishiyatsushiro, Yamanashi. El 1 de octubre de 2005 los pueblos de Ichikawadaimon, Mitama y Rokugō (todos del distrito de Nishiyatsushiro) se fusionaron para formar la nueva ciudad de Ichikawamisato.

## Economía
La economía de Ichikawamisato es principalmente agrícola. El pueblo era tradicionalmente famoso por la producción de fuegos artificiales y papel tradicional japonés (washi).

## Demografía
Según los datos del censo japonés, la población de Ichikawamisato ha disminuido gradualmente en los últimos 50 años.
| Gráfica de evolución demográfica de Ichikawamisato entre 1960 y 2015 |
|                                                                      |
| Oficina de Estadística de Japón                                      |